# Zalaegerszegi TE
Zalaegerszegi TE este o echipă maghiară de fotbal.

## Palmares
- Soproni Liga
  - Campioana (1):  2002
  - Medialia de Bronz (1):  2007